# دریاچه (سبزوار)
دریاچه، روستایی است از توابع بخش روداب و در شهرستان سبزوار استان خراسان رضوی ایران.

## جمعیت
این روستا در دهستان کوه همایی قرار داشته و بر اساس سرشماری سال ۱۳۸۵ جمعیت آن ۱۲۱ نفر (۳۰ خانوار)
بوده است.